# 김도영 (배우)
김도영(1974년 3월 18일 ~ )은 대한민국의 배우이다.

## 학력
- 부산예술대학 영화과

## 출연작

### 영화
- 《고백》 (2021년) - 의사 역
- 《미스터 주: 사라진 VIP》 (2020년) - 토이판다 투자사 2 역
- 《생일》 (2019년) - 세월호 진상분과 1 역
- 《원라인》 (2017년) - 납골당 동아점장 역
- 《더 킹》 (2017년) - 홍성찬 비서 역
- 《특종: 량첸살인기》 (2015년) - 검시관 역

- 《악인은 살아 있다》 (2015년) - 사진사 역

- 《두근두근 내 인생》 (2014년) - 상인대표 역
- 《챔프》 (2011년) - 선글라스 맨 역
- 《열한번째 엄마》 (2007년) - 어금니 역

### 드라마
- 《대행사》 (2023년, JTBC) - 정국장 역
- 《빅마우스》 (2022년, MBC) - 홍광호 역
- 《이상한 변호사 우영우》 (2022년, ENA) - 신경외과 의사 역
- 《더 로드: 1의 비극》 (2021년, tvN) - 재무이사 역
- 《악마판사》 (2021년, tvN) - 김충식 군변호사 역
- 《대박부동산》 (2021년, KBS2) - 박 변호사 역
- 《런 온》 (2021년, JTBC) - 육상연맹 징계위원 역
- 《암행어사: 조선비밀수사단》 (2021년, KBS2) - 의원 역
- 《KBS 드라마 스페셜 - 도둑잠》 (2020년, KBS2) - 교수 역
- 《머니게임》 (2020년, tvN) - 국정원 역
- 《스토브리그》 (2020년, SBS)
- 《모두의 거짓말》 (2019년,OCN) - 한준석 검사 역
- 《붉은 달 푸른 해》 (2018년, MBC) - 박용태 역

### 연극
- 《뿔》
- 《십이야》
- 《로미오와 줄리엣은 살해당했다》
- 《삼겹살 먹을 만한 이야기》
- 《닥터 이라부》
- 《멧밥묵고가소》

### 뮤지컬
- 《라 트라비아타》
- 《젤소미나》